# Чукарички залив
Чукарички залив или Чукарички рукавац је залив на реци Сави код Аде Циганлије у Београду. Настао је преграђивањем Савског језера. Надморска висина му је 71,5 метара. Налази се на општини Чукарица и једним делом на Савском венцу. На његовој десној обали налази се ушће Топчидерске реке у Саву. Изнад залива се налази мост преко Аде Циганлије. 
У Чукаричком заливу налази се марина, као и веслачки клубови Црвена звезда, Партизан и Графичар. 